# Sara Salvia Bader
Sara Salvia Bader var en svensk konsthantverkare. Hon drev ett tapetmakeri i Stockholm under frihetstiden. Hon hade viss framgång och var mycket ovanlig i yrket som kvinna. 
Hon var gift med en tapetmakare, och hade efter makens död tagit över och drivit vidare hans verkstad.  Hon beskrivs som en konsthantverkare av viss betydelse och utförde bland annat de "saftfärgade" tapeter som sattes upp i överstelöjtnant Stephan Klingspors bostad i Västervik (1742).  Hon är också känd för den process hon 1742 utan framgång drev mot sin gesäll Conrad Mittelsdorf för att olovandes ha avslutat sin anställning hos henne. 
Att kvinnor var verksamma som tapetmakare under denna tid var förekom men var sällsynt: samtida var "jungfru Maria Berg" och Eva Ernstedt förbjöds båda att verka 1746, och tapetmakaren Petter Lorentz Hoffbro uppgavs 1752 ha en till namnet okänd flicka som lärling, men den enda utöver Bader som var lagligen verksam var medan lakejhustrun Anna Elisabeth Hallström/Hallberg, som i varje fall fick tillstånd 1748.